# Ладинка
Ла́динка (укр. Ла́динка) — село Черниговского района Черниговской области Украины. Население 623 человека. Расположено на реке Ладинка (приток Десны). До 2016 года было центром Ладинского сельсовета.
Код КОАТУУ: 7425584301. Почтовый индекс: 15570. Телефонный код: +380 462.

## Власть
Орган местного самоуправления — Ладинский сельский совет. Почтовый адрес: 15570, Черниговская обл., Черниговский р-н, с. Ладинка, ул. Шевченко, 22.
Ладинскому сельскому совету, кроме с. Ладинка, подчинено сёло Друцкое.

## Галерея

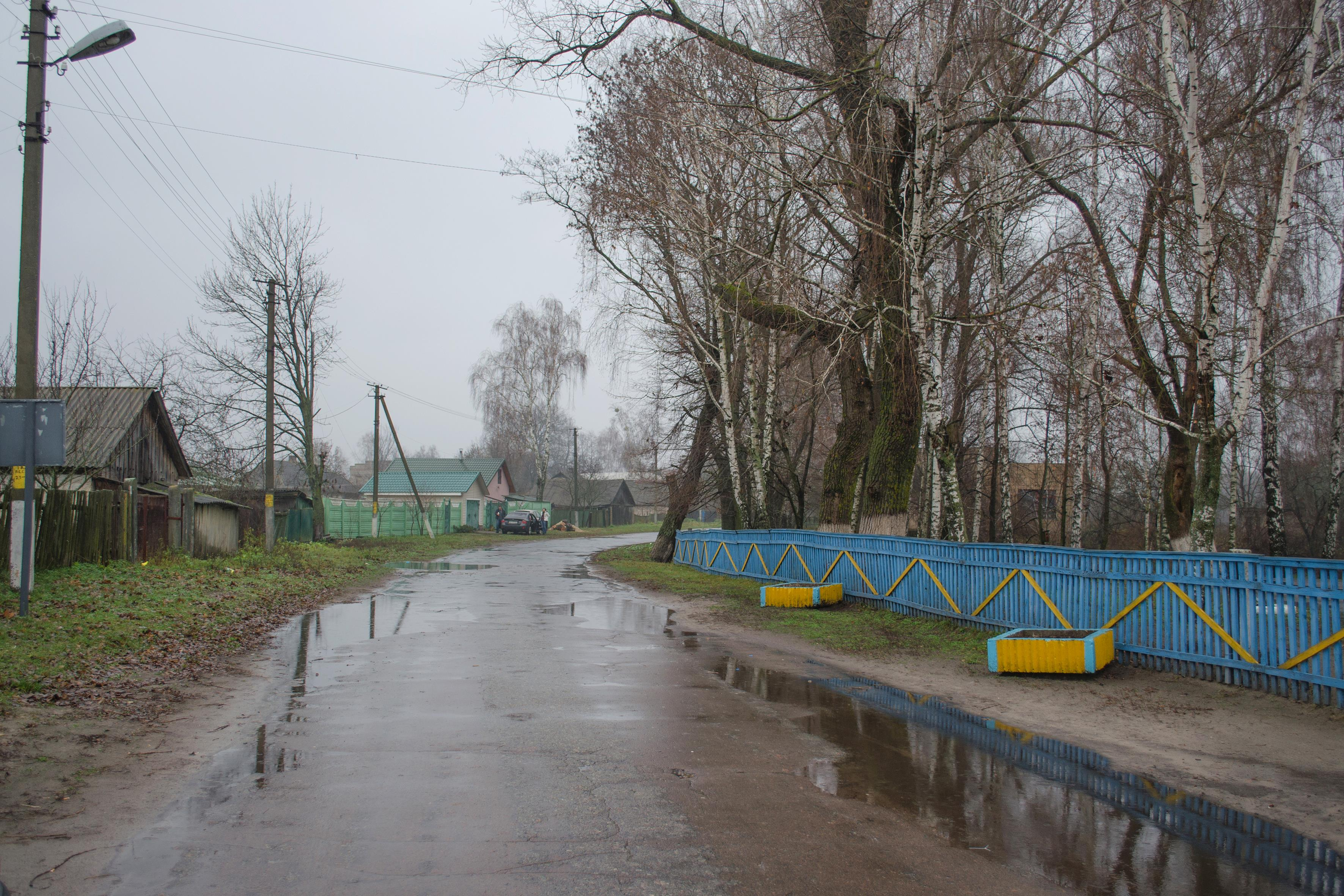
Улица
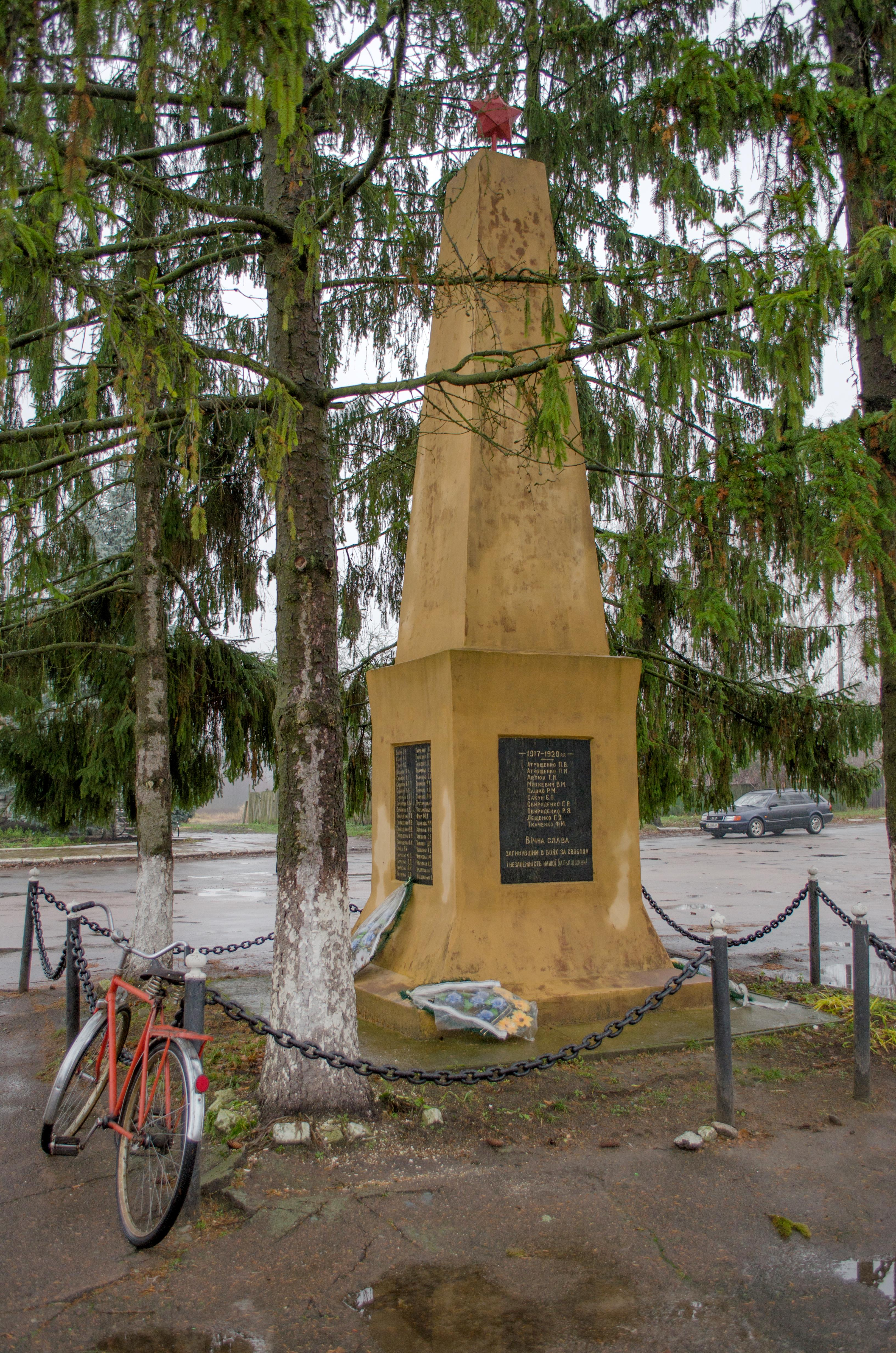
Памятний знак воинам-односельчанам
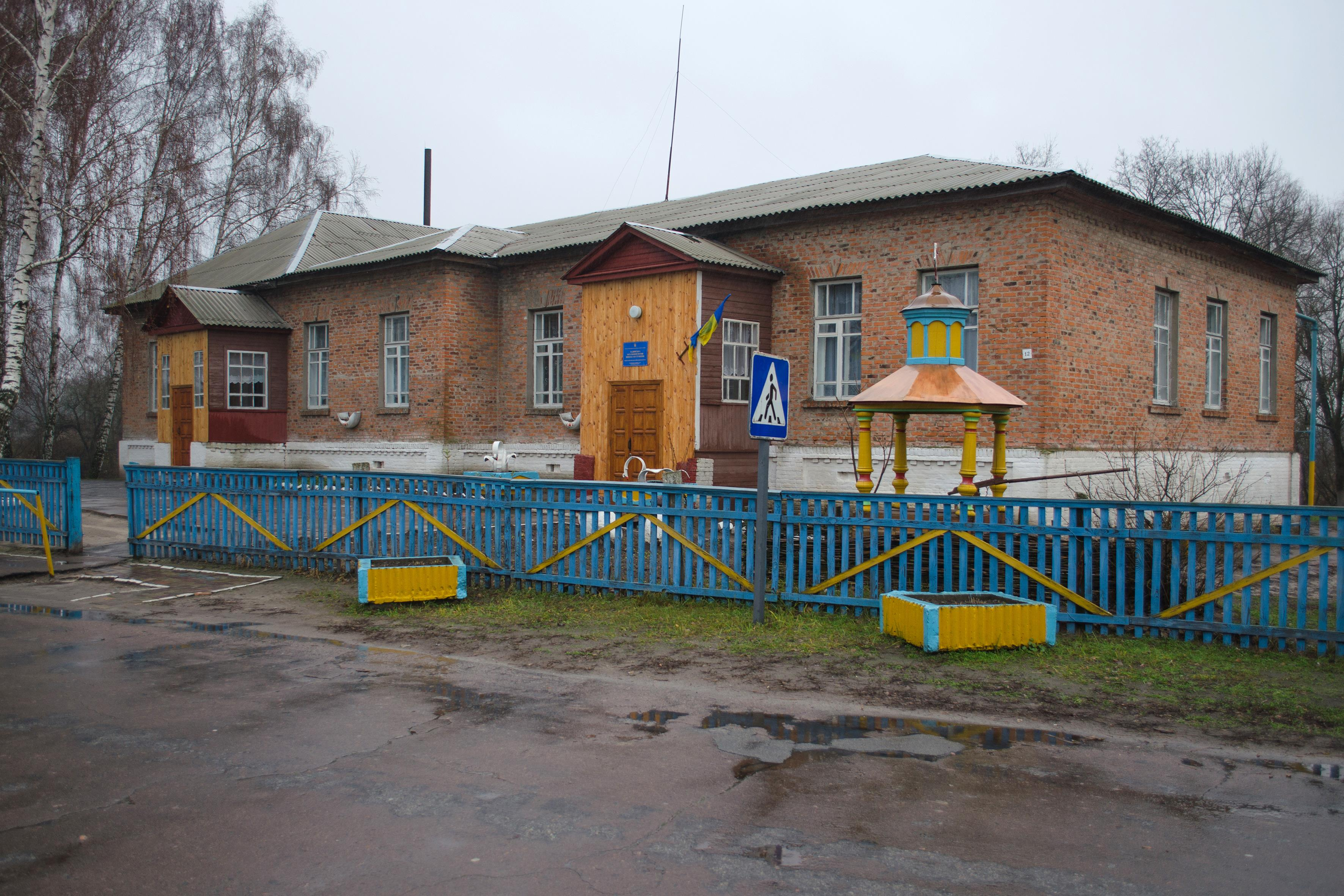
Школа
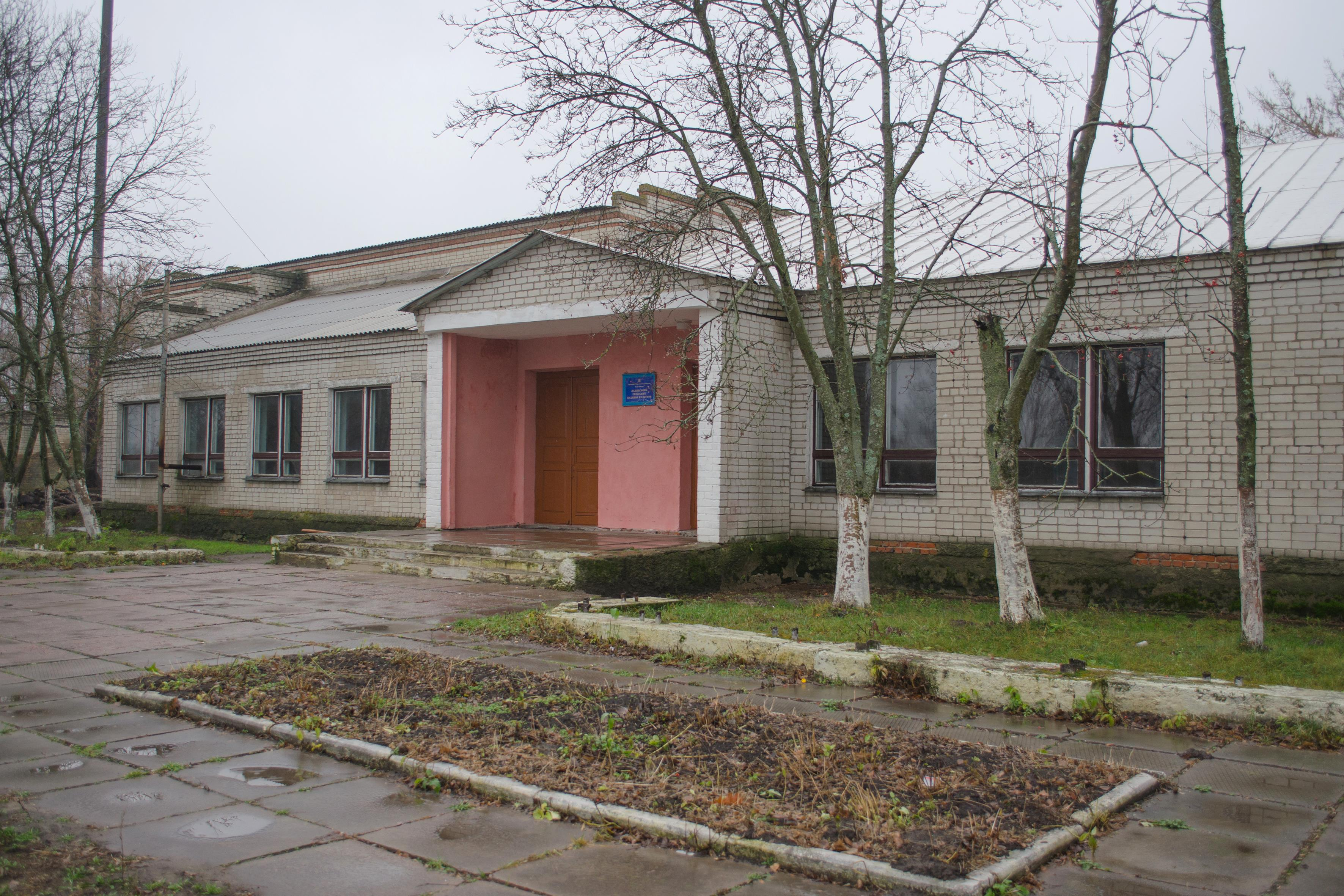
Дом культуры
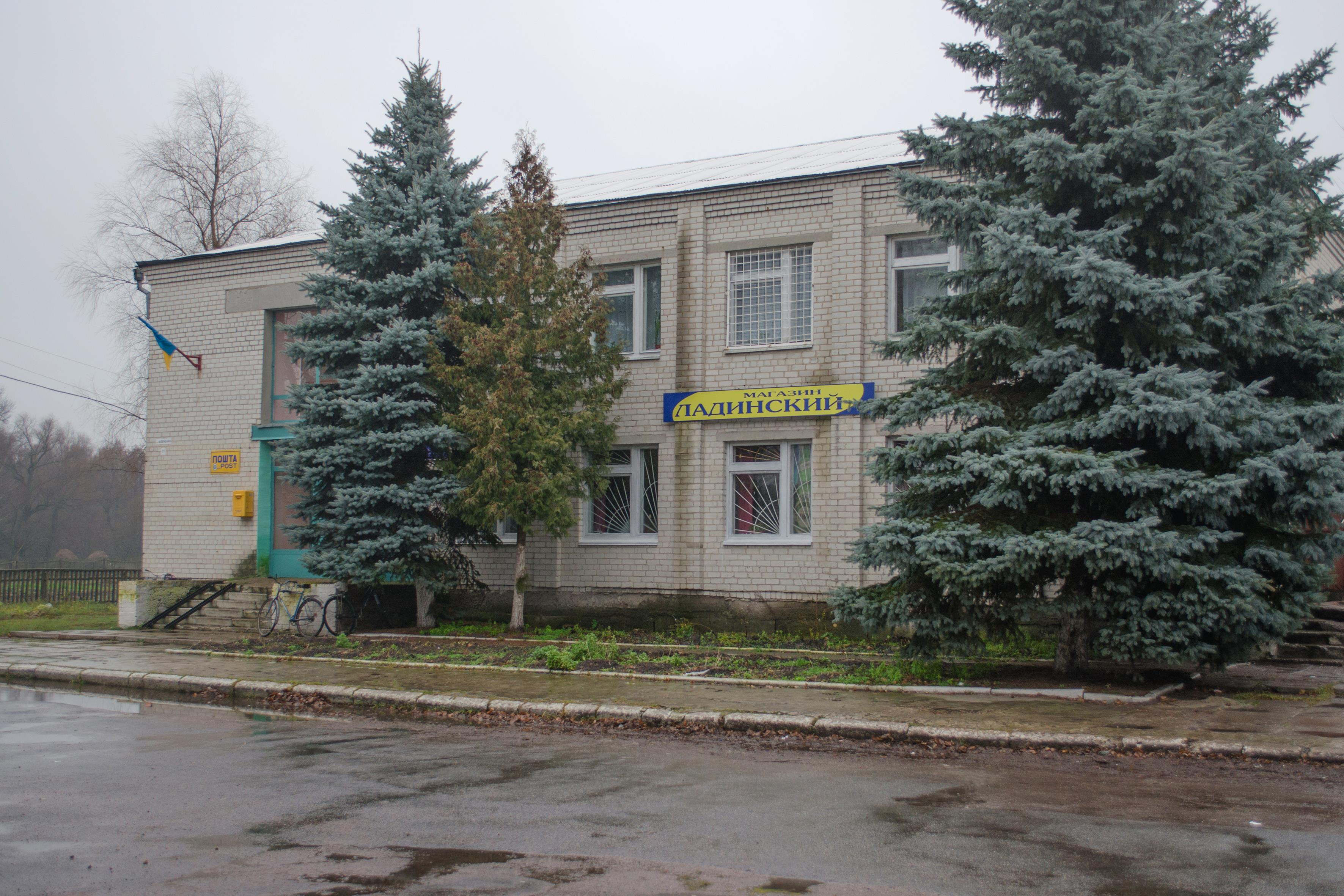
Почта